# كبة مشيموية
الكبة المشيموية (بالإنجليزية: Choroid glomus)‏ تعتبر الناتج عن تَضَخّم الضفيرة المشيمية- وهي عبارة عن أوعية دموية بالإضافة لخلايا عصبية شُعَيريّة- الموجودة في تجاويف الدماغ. عادةً، يَظهر هذا الغشاء بالتصوير المقطعي على هيئة خُصلة برّاقة وبشكلٍ واضح لدى البالغين. الوظيفة الرئيسية لهذه الضفائر المشيمية هي إفراز السائل الدماغي الشوكي "CSF".